# Momo, Novara
Momo là một đô thị ở tỉnh Novara ở vùng Piedmont của Ý, tọa lạc cách 90 km về phía đông bắc của Torino và khoảng 15 km về phía tây bắc của Novara. Tại thời điểm ngày 31 tháng 12 năm 2004, đô thị này có dân số 2.713 người và diện tích là 23,7 km².
Momo giáp các đô thị: Barengo, Bellinzago Novarese, Briona, Caltignaga, Oleggio, và Vaprio d'Agogna.